# Qabra

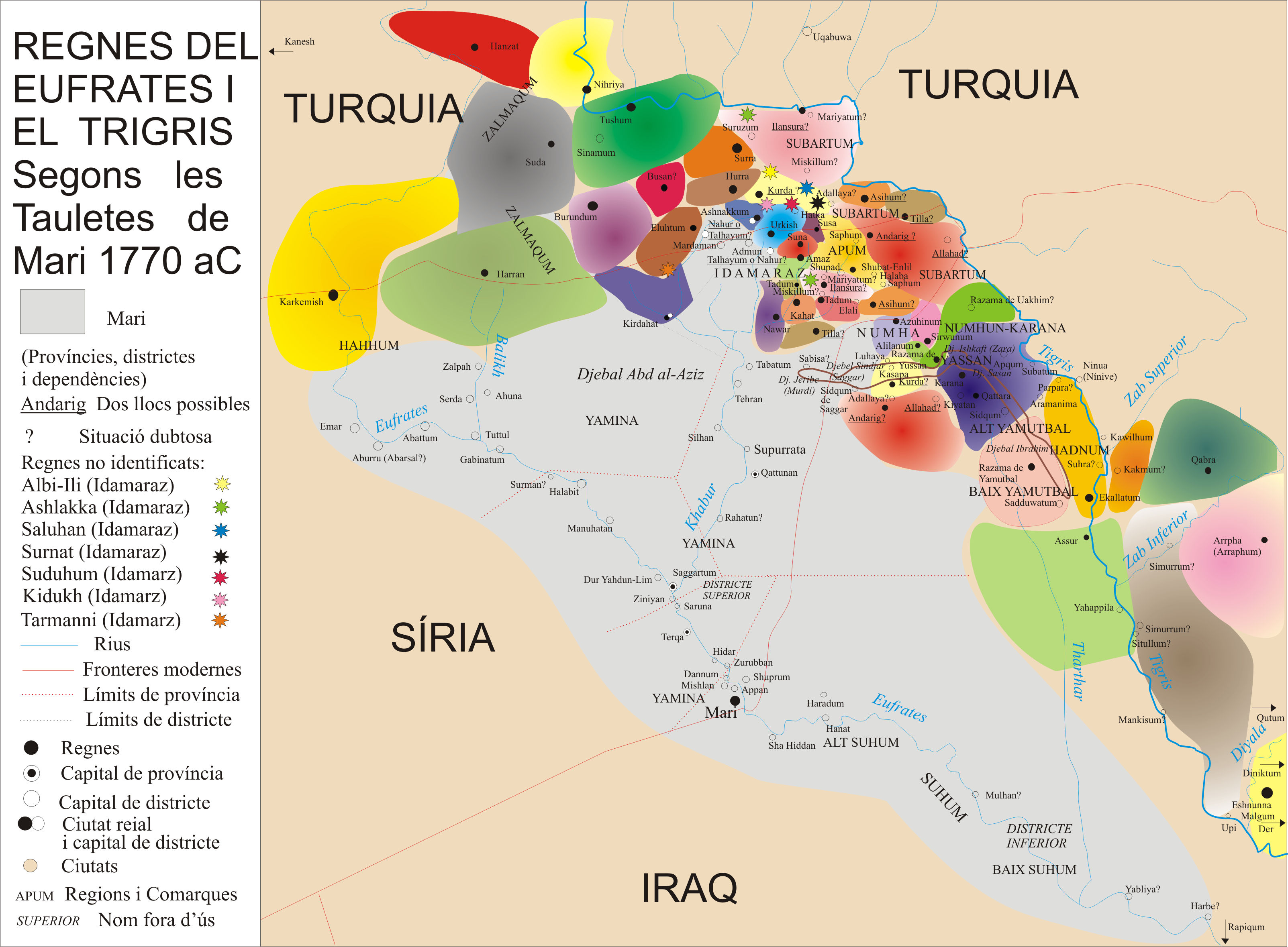
Mapa

Qabra o Qabara fou una ciutat estat i regne de Mesopotàmia esmentat per les tauletes de Mari al segle xviii aC. la ciutat de Qabra estava situada a 29 km al nord-oest d'Altin Köprü i al nord-oest de Kirkuk (Arrapha), a la governació de Kirkuk (o governació d'at-Tamim) a l'Iraq, bastant propera al riu Zab Inferior. Els seus habitants són anomenats qabareus.
Vers 1770 aC era rei Ardigandi, el qual al front del seu exèrcit format per uns 500 homes va atacar la ciutat de Kakmum; un personatge anomenat Gurgurrum, que seria el rei o el cap militar de la ciutat de Kakmum, el va derrotar.